# Kolcoszczurek amamijski
Kolcoszczurek amamijski (Tokudaia osimensis) – endemiczny gatunek gryzonia z rodziny myszowatych, występujący wyłącznie na japońskiej wyspie Amami Ōshima.

## Systematyka
Takson został po raz pierwszy opisany naukowo w 1933 roku przez Y. Abe, dawniej zaliczano do niego także populację z wyspy Tokuno-shima, obecnie uznaną za odrębny gatunek: kolcoszczurek japoński (T. tokunoshimensis). Gatunki rodzaju Tokudaia różni liczba chromosomów i system determinacji płci; kolcoszczurek amamijski ma 2n=25 chromosomów i system X0/X0: u samic nie występuje chromosom X, a u samców nie jest widoczny chromosom Y. Rozwój jąder normalnie zależy od genu Sry obecnego na chromosomie Y, jednak kolcoszczurki amamijskie obywają się bez niego; u gryzoni sytuacja taka występuje jeszcze tylko u ślepuszonek (rodzaj Ellobius).
Zarówno polski, jak i łaciński epitet gatunkowy odnosi się do wyspy Amami Ōshima, na której występuje ten gryzoń.

## Biologia
Gryzoń ten zamieszkuje wyłącznie wyspę Amami Ōshima (Wyspy Satsunan) w północnej części japońskiego archipelagu Riukiu. W latach 60. XX wieku był jeszcze dość pospolity, w latach 80. występował tylko w środkowej części wyspy. Obecnie żyje w południowo-zachodniej części wyspy, na północnym wschodzie pozostała odizolowana populacja. Gryzoń jest spotykany od poziomu morza do 500 m n.p.m. Zamieszkuje wtórne lasy liściaste, choć bywa spotykany też w lasach pierwotnych; nie pojawia się na plantacjach. Zaobserwowano spadek populacji tych gryzoni skorelowany ze zmniejszeniem liczby siewek kasztanów po przejściu niektórych tajfunów.

## Populacja
Kolcoszczurek amamijski jest uznawany za gatunek zagrożony ze względu na ograniczony zasięg występowania, podzielony na osobne fragmenty i spadającą liczebność. Kolcoszczurkom grozi wylesianie i drapieżnictwo ze strony zdziczałych kotów, psów i mangust, a także konkurencja ze strony szczurów śniadych.